# Faustino (prefeito do Egito)

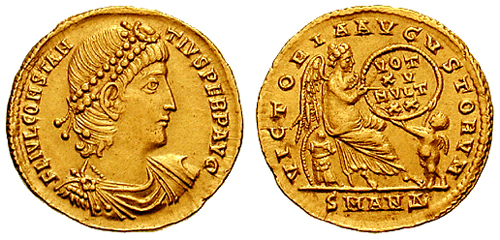
Soldo de Constâncio II r.

Faustino (em latim: Faustinus) foi um oficial romano do século IV, ativo durante o reinado do imperador Constâncio II (r. 337–361). A principal fonte que faz menção a sua carreira é a hostil História dos Arianos do arcebispo alexandrino Atanásio, que descreve-o como herético e mau caráter. Segundo ela, era nativo da Calcedônia e teria sido nomeado em 356 como racional no Egito.
Nessa posição, tomou várias igrejas de Alexandria para os arianos com ajuda de Heráclio e Catafrônio e incitou os pagãos a atacar os apoiantes de Atanásio. Em 359, Faustino foi nomeado por Constâncio II como prefeito do Egito em suessão de Italiciano. Em 360, ao lado do duque Artêmio, torturou a virgem Eudemônia para tentar descobrir onde Atanásio estava escondido. Em 362, foi substituído por Gerôncio.